# Манно

Манно́ (яп. まんのう町, まんのうちょう, МФА: [man̚.no t͡ɕoː]?) — містечко в Японії, в повіті Накатадо префектури Каґава. Розташоване в південній частині префектури. Отримало статус містечка 2006 року. Площа становить 194,33 км². Станом на 1 липня 2012 року населення складало 18 846  осіб, густота населення — 97 осіб/км².   